# Shōta Imanaga
Shōta Imanaga (japanisch 今永 昇太, Imanaga Shōta, * 1. September 1993 in Kitakyūshū, Präfektur Fukuoka) ist ein japanischer Profi-Baseball-Pitcher für die Chicago Cubs in der Major League Baseball (MLB).

## Karriere
Die Yokohama DeNA BayStars wählten Imanaga in der ersten Runde des NPB-Drafts 2015 aus. Sein Debüt feierte er am 29. März 2016 gegen die Yomiuri Giants. Seine erste Saison beendete er mit einer Bilanz von 8:10 mit einer ERA von 2,85 und 152 Strikeouts.
Die Saison 2017 beendete er mit einer Bilanz von 12:7, pitchte für 154 Innings und erzielte einer ERA von 2,86.
Die Saison 2018 in der NPB beendeten er mit einer Bilanz von 4:11 mit einer ERA von 5,84.
In der Woche 2 der Saison 2018/19 der Australian Baseball League unterschrieb er einen Vertrag mit den Canberra Cavalry. In seinen sechs Starts für die Cavalry erzielte er eine Bilanz von 4:0 mit einem besten Liga-Durchschnitt von 0,51 Earned Run Average (ERA) über 35 Innings mit 57 Strikeouts und einem Walk.
Nach seiner Zeit in der ABL erzielte Imanaga in der Nippon Professional Baseball-Saison 2019 eine Bilanz von 13:7 (2,91 ERA) und belegte damit in der Central League den zweiten Platz bei Siegen und Strikeouts hinter Shun Yamaguchi.
Imanaga musste sich 2020 einer Operation an der linken Schulter unterziehen, die seine Saison beendete und auch seine Teilnahme an den Olympischen Spielen 2020 in Tokio ausschloss. Seine Saison beendete er mit einer Bilanz von 5:3.
Die Saison 2021 beendete er mit einer Bilanz von 8:6.
Am 7. Juni 2022 warf Imanaga einen No-Hitter gegen die Hokkaidō Nippon Ham Fighters. Diese Saison beendete er mit einer Bilanz von 12:4.
Nachdem er die Saison 2023 mit einer Bilanz von 7:5 beendet hatte, gaben die BayStars am 6. September 2023 bekannt, dass sie Imanaga nach der Saison 2023 an die Major League Baseball (MLB) abgeben würden.
Am 4. September 2024 warf er einen kombinierten Nohitter, zusammen mit Nate Pearson und Porter Hodge. Die Chicago Cubs gewannen das Spiel mit 12:0 gegen die Pittsburgh Pirates.

## Internationale Karriere
Am 27. Februar 2019 wurde er für die Testspiele 2019 gegen Mexiko ausgewählt.
Am 1. Oktober 2019 wurde er in das Team Japan für die WBSC Premier12 2019 ausgewählt.
Imanaga spielte für die japanische Nationalmannschaft bei der World Baseball Classic 2023 und gewann das Turnier.